# Marumi Yamazaki
Marumi Yamazaki (山崎 円美 Yamazaki Marumi?), född 9 juni 1990, är en japansk fotbollsspelare som spelar för JEF United Chiba.
Marumi Yamazaki spelade 4 landskamper för det japanska landslaget.